# Bistum Ibarra
Das Bistum Ibarra (lateinisch Dioecesis Ibarrensis, spanisch Diócesis de Ibarra) ist eine in Ecuador gelegene römisch-katholische Diözese mit Sitz in Ibarra. Es umfasst die Provinz Imbabura.

## Geschichte
Papst Pius IX. gründete das Bistum Ibarra am 29. Dezember 1862 aus Gebietsabtretungen des Erzbistums Quito, dem es auch als Suffraganbistum unterstellt wurde.
Die Kathedrale wurde durch ein Erdbeben im Jahre 1868 zerstört und 1872 wieder aufgebaut. Am 17. März 1965 verlor es einen Teil seines Territoriums an das Bistum Tulcán.

## Bischöfe von Ibarra
- José Ignacio Checa y Barba, 6. August 1866–16. März 1868, dann Erzbischof von Quito
- Antonio Thomas Yturalde, 25. Juni 1869–…
- Pedro Rafael González Calisto, 29. September 1876–15. Juni 1893, dann Koadjutorerzbischof von Quito
- Federico González Suárez, 30. Juli 1895–14. Dezember 1905, dann Erzbischof von Quito
- Ulpiano Maria Perez y Quinones, 8. Mai 1907–7. Dezember 1916, dann Bischof von Bolívar
- Alberto Crespo Maria Ordóñez, 4. Dezember 1916–5. Dezember 1930, dann Bischof von Bolivar
- Alessandro Pasquel, 18. Dezember 1931–18. September 1934
- César Antonio Mosquera Corral, 18. September 1936–11. Oktober 1954, dann Bischof von Guayaquil
- Silvio Luis Haro Alvear, 23. März 1955–28. Juni 1980
- Juan Ignacio Larrea Holguín, 28. Juni 1980–5. August 1983, Militärordinarius von Ecuador
- Luis Oswaldo Pérez Calderón, 21. August 1984–22. September 1989
- Antonio Arregui Yarza, 25. Juli 1995–7. Mai 2003, dann Erzbischof von Guayaquil
- Julio César Terán Dutari SJ, 14. Februar 2004–25. März 2011
- Valter Dario Maggi, 25. März 2011–13. Oktober 2018
- René Coba Galarza, seit 12. Dezember 2019